# Iglesia de Santa María (Barrio)
La iglesia de Santa María es un edificio situado en el concejo español de Barrio, en la provincia de Álava.

## Descripción
El edificio se encuentra en el concejo español de Barrio, del municipio de Valdegovía, perteneciente a la provincia de Álava, en la comunidad autónoma del País Vasco. Se menciona como iglesia parroquial del lugar en el cuarto volumen del Diccionario geográfico-estadístico-histórico de España y sus posesiones de Ultramar de Pascual Madoz, donde aparece descrita con las siguientes palabras: «1 parr. (la Natividad de Ntra. Sra.), servida por 2 beneficiados». En el tomo de la Geografía general del País Vasco-Navarro dedicado a Álava y escrito por Vicente Vera y López, se dice lo siguiente: «Su parroquia es de categoría rural de primera clase, dedicada á la Virgen María y perteneciente al arciprestazgo de Valdegobia».